# Ophiomedea discrepans
Ophiomedea discrepans är en ormstjärneart som beskrevs av Jean Baptiste François René Koehler 1922. Ophiomedea discrepans ingår i släktet Ophiomedea och familjen knotterormstjärnor. Inga underarter finns listade i Catalogue of Life.